# Pristimantis bearsei
Pristimantis bearsei es una especie de anfibio anuro de la familia Craugastoridae.

## Distribución
Esta especie es endémica de la provincia de San Martín en la región de San Martín, Perú. Habita entre los 500 y 730 m de altitud.

## Descripción
Los machos miden de 22.7 a 25.5 mm y las hembras de 38.0 a 38.8 mm.

## Etimología
Esta especie se llama así en honor a Robert C. Bearse de la Universidad de Kansas.

## Publicación original
- Duellman, 1992 : Eleutherodactylus bearsei new species (Anura: Leptodactylidae) from northeastern Peru. Occasional Papers of the Museum of Natural History University of Kansas, vol. 150, p. 1-7[5]